# مارشال (تكساس)

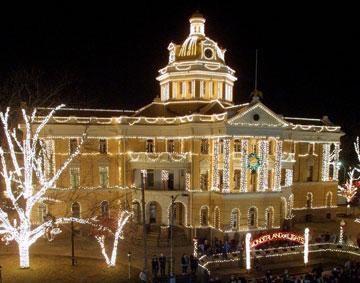
مبنى محكمة مقاطعة هاريسون القديم (بُني في عام 1901 م) في ميدان ويستستون. وهذا المبنى هو مركز مهرجان الأنوار.

مارشال مدينة تقع شمال شرق ولاية تكساس الأمريكية يقطنها حوالي 23,935 نسمة (حسب إحصائية عام 2000 م). أنشئت المدينة عام 1841 م وهي المدينة الرئيسية في مقاطعة هاريسون. يقام فيها في ديسمبر مهرجان الأنوار.

## التركيبة السكانية
حدّد مكتب تعداد الولايات المتحدة بيانات التركيبة السكانية لمارشال في تعداد الولايات المتحدة. في ما يلي، التركيبة السكانية حسب تعدادي 2000 و2010.

### تعداد عام 2000
بلغ عدد سكان مارشال 23,935 نسمة بحسب تعداد عام 2000، وبلغ عدد الأسر 8,730 أسرة وعدد العائلات 6,029 عائلة مقيمة في المدينة. في حين سجلت الكثافة السكانية 311.6 نسمة لكل كيلومتر مربع (807.0/ميل2). وبلغ عدد الوحدات السكنية 9,923 وحدة بمتوسط كثافة قدره 129.2 لكل كيلومتر مربع (334.6/ميل2).
وتوزع التركيب العرقي للمدينة بنسبة 54.66% من البيض و38.59% من الأمريكيين الأفارقة و0.39% من الأمريكيين الأصليين و0.55% من الأمريكيين ذوي الأصول الآسيوية و0.04% من سكان جزر المحيط الهادئ و4.83% من الأعراق الأخرى و0.94% من عرقين مختلطين أو أكثر و8.64% من الهسبانيون أو اللاتينيون من أي عرق.
بلغ عدد الأسر 8,730 أسرة كانت نسبة 37.1% منها لديها أطفال تحت سن الثامنة عشر تعيش معهم، وبلغت نسبة الأزواج القاطنين مع بعضهم البعض 46.4% من أصل المجموع الكلي للأسر، ونسبة 19% من الأسر كان لديها معيلات من الإناث دون وجود شريك، بينما كانت نسبة 3.7% من الأسر لديها معيلون من الذكور دون وجود شريكة وكانت نسبة 30.9% من غير العائلات. تألفت نسبة 28% من أصل جميع الأسر من عدة أفراد يعيشون في نفس المنزل ونسبة 14% كانت تتألف من شخص يعيش بمفرده يبلغ من العمر 65 عاماً أو أكثر. وبلغ متوسط حجم الأسرة المعيشية 2.55، أما متوسط حجم العائلات فبلغ 3.12.
بلغ العمر الوسطي للسكان 34.1 عاماً. وكانت نسبة 25.8% من القاطنين تحت سن الثامنة عشر، وكانت نسبة 9.1% بين الثامنة عشر والرابعة والعشرين عاماً، ونسبة 24% كانت واقعةً في الفئة العمرية ما بين الخامسة والعشرين والرابعة والأربعين عاماً، ونسبة 20% كانت ما بين الخامسة والأربعين والرابعة والستين، ونسبة 14.3% كانت ضمن فئة الخامسة والستين عاماً فما فوق. يوجد لكل 100 أنثى 87.4 ذكر، ويوجد لكل 100 أنثى في الثامنة عشر من عمرها فما فوق 81.2 ذكر.
بلغ متوسط دخل الأسرة في المدينة 30,335 دولارًا، أما متوسط دخل العائلة فبلغ 37,438 دولارًا. وكان متوسط دخل الذكور 30,146 دولارًا مقابل 21,027 دولارًا للإناث. وسجل دخل الفرد الخاص بالمدينة 15,491 دولارًا. وكانت نسبة 17.8% من العائلات ونسبة 22.8% من السكان تحت خط الفقر، وكان من هؤلاء نسبة 32.9% تحت سن الثامنة عشر ونسبة 15.1% في الخامسة والستين من العمر وما فوق.

### تعداد عام 2010
بلغ عدد سكان مارشال 23,523 نسمة بحسب تعداد عام 2010، وبلغ عدد الأسر 8,603 أسرة وعدد العائلات 5,700 عائلة مقيمة في المدينة. في حين سجلت الكثافة السكانية 306.2 نسمة لكل كيلومتر مربع (793.1/ميل2). وبلغ عدد الوحدات السكنية 9,691 وحدة بمتوسط كثافة قدره 126.2 لكل كيلومتر مربع (326.9/ميل2).
وتوزع التركيب العرقي للمدينة بنسبة 47.96% من البيض و38.34% من الأمريكيين الأفارقة و0.81% من الأمريكيين الأصليين و0.79% من الأمريكيين ذوي الأصول الآسيوية و0.04% من سكان جزر المحيط الهادئ و10.38% من الأعراق الأخرى و1.68% من عرقين مختلطين أو أكثر و16.99% من الهسبانيون أو اللاتينيون من أي عرق.
بلغ عدد الأسر 8,603 أسرة كانت نسبة 35.7% منها لديها أطفال تحت سن الثامنة عشر تعيش معهم، وبلغت نسبة الأزواج القاطنين مع بعضهم البعض 41.3% من أصل المجموع الكلي للأسر، ونسبة 19.7% من الأسر كان لديها معيلات من الإناث دون وجود شريك، بينما كانت نسبة 5.3% من الأسر لديها معيلون من الذكور دون وجود شريكة وكانت نسبة 33.7% من غير العائلات. تألفت نسبة 29.4% من أصل جميع الأسر من عدة أفراد يعيشون في نفس المنزل ونسبة 11.9% كانت تتألف من شخص يعيش بمفرده يبلغ من العمر 65 عاماً أو أكثر. وبلغ متوسط حجم الأسرة المعيشية 2.58، أما متوسط حجم العائلات فبلغ 3.20.
بلغ العمر الوسطي للسكان 33.5 عاماً. وكانت نسبة 26.4% من القاطنين تحت سن الثامنة عشر، وكانت نسبة 12% بين الثامنة عشر والرابعة والعشرين عاماً، ونسبة 24.4% كانت واقعةً في الفئة العمرية ما بين الخامسة والعشرين والرابعة والأربعين عاماً، ونسبة 23.6% كانت ما بين الخامسة والأربعين والرابعة والستين، ونسبة 13.6% كانت ضمن فئة الخامسة والستين عاماً فما فوق. وتوزع التركيب الجنسي للسكان بنسبة 47.6% ذكور و52.4% إناث.

## المناخ
يظهر الجدول التالي التغييرات المناخية على مدار السنة لمارشال:
| البيانات المناخية لـمارشال        | البيانات المناخية لـمارشال | البيانات المناخية لـمارشال | البيانات المناخية لـمارشال | البيانات المناخية لـمارشال | البيانات المناخية لـمارشال | البيانات المناخية لـمارشال | البيانات المناخية لـمارشال | البيانات المناخية لـمارشال | البيانات المناخية لـمارشال | البيانات المناخية لـمارشال | البيانات المناخية لـمارشال | البيانات المناخية لـمارشال | البيانات المناخية لـمارشال |
| الشهر                             | يناير                      | فبراير                     | مارس                       | أبريل                      | مايو                       | يونيو                      | يوليو                      | أغسطس                      | سبتمبر                     | أكتوبر                     | نوفمبر                     | ديسمبر                     | المعدل السنوي              |
| --------------------------------- | -------------------------- | -------------------------- | -------------------------- | -------------------------- | -------------------------- | -------------------------- | -------------------------- | -------------------------- | -------------------------- | -------------------------- | -------------------------- | -------------------------- | -------------------------- |
| الدرجة القصوى °ف (°م)             | 87 (31)                    | 90 (32)                    | 95 (35)                    | 97 (36)                    | 100 (38)                   | 106 (41)                   | 108 (42)                   | 112 (44)                   | 108 (42)                   | 101 (38)                   | 88 (31)                    | 85 (29)                    | 112 (44)                   |
| متوسط درجة الحرارة الكبرى °ف (°م) | 54 (12)                    | 60 (16)                    | 68 (20)                    | 75 (24)                    | 82 (28)                    | 89 (32)                    | 92 (33)                    | 92 (33)                    | 86 (30)                    | 77 (25)                    | 65 (18)                    | 57 (14)                    | 75 (24)                    |
| متوسط درجة الحرارة الصغرى °ف (°م) | 33 (1)                     | 37 (3)                     | 45 (7)                     | 52 (11)                    | 61 (16)                    | 68 (20)                    | 71 (22)                    | 70 (21)                    | 64 (18)                    | 52 (11)                    | 43 (6)                     | 36 (2)                     | 53 (12)                    |
| أدنى درجة حرارة °ف (°م)           | −5 (−21)                   | 4 (−16)                    | 12 (−11)                   | 26 (−3)                    | 38 (3)                     | 47 (8)                     | 52 (11)                    | 53 (12)                    | 35 (2)                     | 23 (−5)                    | 14 (−10)                   | 3 (−16)                    | −5 (−21)                   |
| الهطول إنش (مم)                   | 4.38 (111)                 | 4.07 (103)                 | 4.33 (110)                 | 4.35 (110)                 | 5.07 (129)                 | 5.23 (133)                 | 3.02 (77)                  | 2.68 (68)                  | 3.89 (99)                  | 4.66 (118)                 | 4.59 (117)                 | 4.95 (126)                 | 51.22 (1٬301)              |
| المصدر: weather.com               |                            |                            |                            |                            |                            |                            |                            |                            |                            |                            |                            |                            |                            |

## توأمة
لمارشال (تكساس) اتفاقيات توأمة مع:
- تايبيه (1978 - )

## أعلام
- جوني موس
- إدوارد كلارك
- سوزان هوارد
- بريا جرانت
- ديف الكسندر
- جورج فورمان
- هوراس راندال
- روبرت بوتر
- فلويد ديكسون